# Kanchanahalli, Hassan
Kanchanahalli là một làng thuộc tehsil Hassan, huyện Hassan, bang Karnataka, Ấn Độ.